# 노비촉
노비촉(Novichok, 러시아어: Новичо́к, "신인, 초보자")은 소련과 러시아에 의해 1971~1993년에 개발된 신경작용제이다. 신경작용제는 유사한 화학구조로 다양한 형태의 변종이 가능하여 agent(물질)의 복수인 agents로 흔히 불린다. 노비촉 역시 Novichok agent로 불리며 이는 여러 계열의 신경작용제 가운데 하나이다. VX보다도 5배나 8배 이상 독성이 강하고, 소만보다 10배나 강하다.
생화학무기 가운데 가장 강력한 독극물 중 하나로, 1970~1980년대 러시아 ‘폴리안트(Foliant)’ 프로그램으로 개발된 제4세대 생화학무기다.
미세한 분말의 형태이며 유명한 신경작용제들이 가스 형태인 것과 비교된다. 흡입을 통해 인체에 작용하며 피부와 점막을 통해서도 흡수되는 것으로 추정된다.

## 노비촉 구조

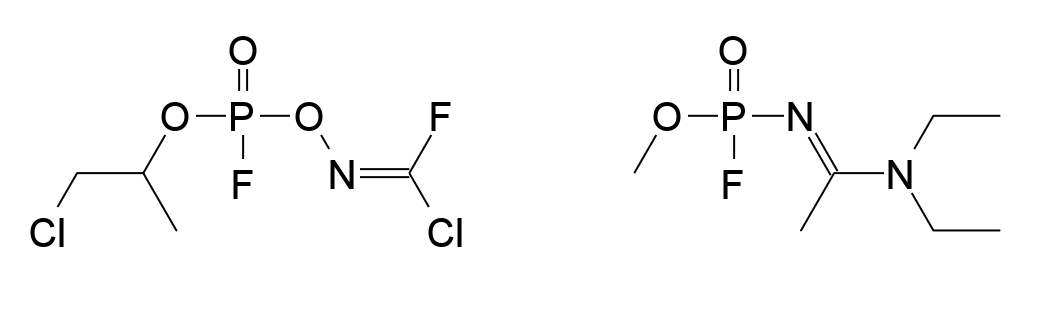
노비촉 구조

노비촉 공식

## 스크리팔 부녀 음독 사건
2018년 3월 4일 영국 솔즈베리에서 전직 러시아 정찰총국 대령 세르게이 스크리팔과 그의 딸 율리아 스크리팔이 노비촉이란 화학무기로 음독되었다. 영국 정부는 이 독살이 러시아 정찰총국 소행이라고 보고 있다.

## 나발니 음독 사건
2020년 8월 20일, 시베리아 톰스크에서 모스크바로 가는 비행기 안에서 푸틴 대통령의 정적 알렉세이 나발니가 갑자기 혼수상태에 빠졌다. 나발니는 톰스크 공항 카페에서 홍차만 마셨다. 야르믜슈 대변인은 그가 공항 카페에서 마신 차에 독극물이 있었던 것 같다며 "의료진이 뜨거운 액체를 통해 독이 빨리 흡수됐다고 말했다"고 말했다. 나발니 측은 그가 독극물에 중독된 것으로 의심했으나 러시아 측은 이를 부인했다. 의식불명 상태에서 독일로 이송되었으며, 슈테펜 자이베르트 독일 정부 대변인은 이메일을 통해 "군사 실험실에서 진행한 나발니의 혈액 샘플에 대한 독극물 검사 결과 그가 노비촉에 중독됐다는 명백한 증거가 나왔다"고 밝혔다. 나발니는 반정부 투쟁으로 수십차례 투옥되며 푸틴 대통령에 대항할 강력한 야권 인사로 꼽혀왔다. 블로그 구독자가 6만 명이 넘는 러시아의 유명 블로거다. 2017년 시베리아 시위 현장에선 푸틴 지지 세력의 녹색 염료 공격으로 한쪽 눈 시력을 80%가량 잃었고, 2019년에는 구금 중 구치소에서 이유를 알 수 없는 알레르기성 발작을 일으켜 입원했다. 당시 나발니의 주치의는 그가 "불상의 독성 화학물질에 노출됐다"고 진찰했다.